# Горни Тодорак
Горни Тодорак (на гръцки: Άνω Θεοδωράκι, Ано Теодораки, катаревуса: Άνω Θεοδωράκιον, Ано Теодорокион) е село в Егейска Македония, Гърция, дем Кукуш (Килкис) на административна област Централна Македония.

## География
Селото е разположено 435 m надморска височина, на 21 km североизточно от град Кукуш (Килкис) и на 10 km североизточно от Коркутово (Терпилос) в котловината между планините Круша и Карадаг (Мавровуни).

## История

### В Османската империя
В „Етнография на вилаетите Адрианопол, Монастир и Салоника“, издадена в Константинопол в 1878 година и отразяваща статистиката на населението от 1873, Горно Тодорак (Gorno-Todorak) е посочено като селище в каза Аврет Хисар (Кукуш) с 45 домакинства, като жителите му са 200 българи. Според статистиката на Васил Кънчов („Македония. Етнография и статистика“) в 1900 година Горни Тодорак има 370 жители българи християни.
Константин Станишев пише за Горни и Долни Тодорак:
| „ | Селата Горно и Долно Тодораци по големина и благосъстояние следваха на второ място след Морарци. И тук жилищата в мнозинството си бяха доста удобни; и тук чаршията бе добре застъпена със занаятчии и дюкянджии. Селяните, над 1500 души, бяха също така будни и предприемчиви. И на тях главният поминък бе бубарството. Горни Тодорак със своята пивка и лека вода, със своя свеж и прекрасен климат, бе станал, особено през летните месеци, неизбежният курорт за много кукушани. И в Тодораците, както и Морарците, турчин рядко се виждаше. Тук също така резултатът от Ревалската среща се очакваше с голямо нетърпение, докато скоро след неочаквано обявения Хуриет всички трябваше да си спомним приказката „Облякъл се Алия, погледнал се – пак в тия.“ | “ |

Населението на селото е разделено в конфесионално отношение. По данни на секретаря на Българската екзархия Димитър Мишев („La Macédoine et sa Population Chrétienne“) в 1905 година в Горно Тодорак (Gorno-Todorak) има 240 българи екзархисти и 224 българи патриаршисти сърбомани в селото работят българско и сръбско училище.
В 1904 година в Горни Тодорак служи униатският свещеник Иван Петров.
По време на Балканската война 18 души от Горни и Долни Тодорак се включват като доброволци в Македоно-одринското опълчение.

### В Гърция
Селото остава в Гърция след Междусъюзническата война. Още по време на войната голяма част от населението му се изселва в България. След Първата световна война още една голяма част от жителите се изселва в България. След 1919 година част от униатските жители на селото се установяват край Гара Левуново, където основават село Делчево, днес Ново Делчево. Боривое Милоевич пише в 1921 година („Южна Македония“), че Горни Тодораки (Горни Тодораки) има 150 къщи славяни християни.
В 1924 година всички останали български жители - 171 души са изселени в България.
На мястото на българското население са настанени гърци бежанци от Понт. В 1928 година селото е изцяло бежанско с 35 семейства и 103 жители бежанци.
Населението традиционно произвежда жито и тютюн.
| Година    | 1913 | 1920 | 1928 | 1940 | 1951 | 1961 | 1971 | 1981 | 1991 | 2001 | 2011 | 2021 |
| --------- | ---- | ---- | ---- | ---- | ---- | ---- | ---- | ---- | ---- | ---- | ---- | ---- |
| Население | 246  | 147  | 139  | 198  | 156  | 184  | 136  | 89   | 58   | 52   | 53   | 26   |

## Личности
Родени в Горни Тодорак
- Антон Ангелов, македоно-одрински опълченец, 45-годишен, земеделец, 3 рота на 9 велешка дружина, роден в Горни или Долни Тодорак[11]
- Гоце Тодорачки (? – 1900), деец на ВМОРО, един от първите организационни войводи в Кукушко, роден в Горни или Долни Тодорак[12]
- Гоце Тодорачки (1883 – ?), български революционер от ВМОРО, четник на Кимон Георгиев[13]
- Дельо Ильов (1881 – ?), македоно-одрински опълченец, Кукушката чета, роден в Горни или Долни Тодорак[14]
- Иван Петров Гошев (Вано, 1871 – 1917), македоно-одрински опълченец, Кукушката чета, 3 рота на 15 щипска дружина, роден в Горни или Долни Тодорак;[15] през Първата световна война е заловен от англичани, осъден на смърт и обесен[16][17]
- Илия Г. Делков (Ильо Делчев, Денчев), македоно-одрински опълченец, 3 рота на 15 щипска дружина, роден в Горни или Долни Тодорак[18]
- Ильо Гогов (1886 – ?), македоно-одрински опълченец, Кукушката чета, роден в Горни или Долни Тодорак[19]
- Йордан Петрушев (1890 – ?), македоно-одрински опълченец, Кукушката чета, 3 рота на 15 щипска дружина, роден в Горни или Долни Тодорак[20]
- Кольо Карамитов (1878 – ?), македоно-одрински опълченец, 2 рота на 13 кукушка дружина[21]
- Кольо Митров (1867/1868 – ?), македоно-одрински опълченец, Кукушката чета[22]
- Нако Христов (1884 – ?), македоно-одрински опълченец, Кукушката чета, 4 рота на 15 щипска дружина, роден в Горни или Долни Тодорак[23]
- Стойко Митров (1889 – ?), македоно-одрински опълченец, 4 рота на 3 солунска дружина, роден в Горни или Долни Тодорак[22]
- Тано Тодорашки (1889 – ?), македоно-одрински опълченец, Кукушката чета, роден в Горни или Долни Тодорак[24]
- Христо Македонски (1834 – 1916), български революционер
- Христо Трайков Гоглев, войник от Радовишкия партизански отряд на 11-а македонска дивизия, роден в Горни или Долни Тодорак